# Spilosoma cajetani
Spilosoma cajetani là một loài bướm đêm thuộc phân họ Arctiinae, họ Erebidae.